# Adventures of Poco Eco: Lost Sounds
Adventures of Poco Eco — Lost Sounds (с англ. — «Приключения Поко Эко — потерянные звуки») — музыкальная приключенческая игра-головоломка, доступная для мобильных устройств с операционными системами iOS и Android. Игрок управляет персонажем по имени Поко Эко, который должен собрать «утерянные звуки».

## Игровой процесс
Игра начинается с того, что персонаж по имени Поко Эко на пляже, около утёса находит плеер с кассетой и начинает слушать музыку. Перед ним являются духи созвездий, просящие персонажа вернуть им «музыкальные тотемы». Собирать их персонаж может, проходя уровни. Игра лишена смысловой нагрузки, персонажа направляет светлячок по имени Нави, за которым игрок должен следовать, чтобы не отстать, персонаж на может свернуть с пути или потеряться. Для перемещения вперёд достаточно постукивать по экрану. Иногда на пути Поко попадаются препятствия, которые возможно решить путём последовательных нажатий. Одни кнопки изменяют пейзаж, открывая новый путь прохождения для персонажа, другие кнопки после нажатия активируют механизмы или открывают доступ к новым кнопкам.
В игру рекомендуется играть в наушниках, так как каждый уровень сопровождается исполнением музыкального трека. Особый акцент в игре делается на музыкальном сопровождении композиций, созданных венгерским музыкальным продюсером iamyank. Каждый уровень прохождения отражает тему и характер конкретного музыкального сопровождения, фактически игра представляет собой интерактивную форму прослушивания музыкального альбома «Lost Sounds».

## Разработка и выпуск
Разработкой игры занималась инди-студия POSSIBLE Games в сотрудничестве с венгерским музыкальным продюсером iamyank. Разработка игры началась ещё в 2014 года с идеи музыканта продвинуть свой музыкальный альбом с помощью «нестандартной» рекламы, так iamyank бы уверен, что таким образом об его музыке узнают за пределами Венгрии. Музыканту удалось связаться с командой инди-разработчиков и договорится с их руководителем Кристианом Тотом о разработке интерактивной приключенческой игры. Создание игры и написание музыки шло параллельно, музыкант заметил, что вдохновлялся созданными визуальными элементами из игры и наоборот, разработчики черпали вдохновение из музыкальных треков iamyan: «Так как моя музыка похожа на мечтательное и одинокое путешествие, было очевидно, что нам была нужна волшебная и сюжетная игра с одним главным героем. Такой мир, как я думал, помог бы моей музыке и игре объединится… Я хотел, чтобы мои поклонники и все, кто играл в игру, действительно почувствовали то, что я чувствовал, когда писал эти песни». Для озвучивания божественных тотемов в игре, также был использован голос музыканта. Музыкант также надеется, что придуманная им и командой разработчиков стратегия по продвижению музыкальной продукции найдёт своё место в будущем и будет признана новой формой искусства.
Игра журналисткой прессой была признана одной из лучших мобильных игр 2016 года. Poco Eco также получила ряд премий, таких, как например Clio Award в номинации «Цифровые и мобильные технологии» или приз лучшей игры года на Нью-Йоркском фестивале.

## Музыка
Ещё 2 марта 2015 года был выпущен альбом под названием Lost Sounds, в котором были собраны музыкальные композиции из игры Poco Eco. Альбом включает в себя всего 6 треков, которые в том числе можно послушать в меню игры.
| №  | Название                | Автор(ы) | Длительность |
| -- | ----------------------- | -------- | ------------ |
| 1. | «Lowlands»              | iamyank  | 1:32         |
| 2. | «The Bird Tame»         | iamyank  | 2:57         |
| 3. | «Marching Metronome»    | iamyank  | 3:26         |
| 4. | «Lotus»                 | iamyank  | 3:28         |
| 5. | «The Untold and Beyond» | iamyank  | 2:48         |
| 6. | «Turbo and Pauza»       | iamyank  | 4:21         |

## Критика
| Сводный рейтинг    | Сводный рейтинг |
| Агрегатор          | Оценка          |
| ------------------ | --------------- |
| Metacritic         | 83/100          |
| Иноязычные издания |                 |
| Издание            | Оценка          |
| Pocket Gamer UK    | [ 7 ]           |
| Gamezebo           | [ 1 ]           |
| IGN Italia         | 8/10            |
| 148Apps            | [ 8 ]           |
| Apple'N'Apps       | 7/10            |

Игра получила признание со стороны игровых критиков. Средняя оценка на сайте-аггрегаторе Metacritic составляет 81 балл из 100.
Критик с сайта Pocket Gamer назвал игру Adventures of Poco Eco: Lost Sounds великолепным сочетанием звука и графики, которое хотя и не отличается сложностью прохождения, но всё же его стоит опробовать. Критик назвал игру успокаивающей, с пронизывающей музыкальной атмосферой. «Хотя некоторым игрокам такая идея может показаться слишком простой, но в этом и есть смысл игры: чтобы просто видеть и делать, а не пытаться понять, что к чему». Критик также заметил, что Poco Eco наряду с игрой Monument Valley формирует новый игровой жанр в App Store, нацеленный на несложное прохождение и погружение в успокаивающую, «эфирную» атмосферу. Критик сайта Gamezebo заметил, что несмотря на то, что формально Poco Eco считается головоломкой, на деле это фактически исследование музыкального саундтрека «Lost Sounds» в виде игры и «лучший способ прочувствовать эту музыку». Несмотря на детальную проработанность уровней и стиля, напоминающего Monument Valley, игровой процесс не воспринимается серьёзно и сводится к тому, как игрок направляет вперёд персонажа Поко и смотрит, как он общается с применением интернет-сленга с другими встречными существами. Критик с сайта IGN заметил, что игровая составляющая Poco Eco сведена к минимуму, а «головоломки» представлены последовательными точками для достижения на разных уровнях, которые нельзя назвать настоящими головоломками. Тем не менее критик считает, что Poco Eco стала удачным результатом экспериментального смешения музыки и игры и в полной мере отражает любовь и страсть к музыке, пронизывающей весь геймплей. По этой причине в данную игру важно играть в наушниках.
Критик сайта 148apps заметил, что вся суть Poco Eco сводится к блужданию и нажатию по экрану и считает, чти данная игра прежде всего нацелена на людей, раннее не знакомых с подобными мобильными платформерами. Тем не менее критик признался, что игра подкупает своим визуальным стилем и приятным и привлекательным музыкальным сопровождением.